# Hōdatsushimizu
Hōdatsushimizu (宝達志水町?) è una cittadina giapponese della prefettura di Ishikawa.